# Gregory Venables
Gregory James Venables (nacido el 6 de diciembre de 1949 en Reino Unido) es un obispo anglicano inglés. Se ha desempeñado como Primado del Cono Sur en América del Sur desde 2001 hasta 2010, y una vez más desde 2016 hasta 2020. Es ex obispo diocesano de Argentina desde noviembre de 2020.

## Primeros años de vida
Venables se educó en Chatham House Grammar School, Kingston University y la Christ Church University College Canterbury, después de lo cual fue sucesivamente nombrado oficial de sistemas informáticos y maestro de escuela.

## Carrera eclesiástica
Venables fue ordenado diácono en 1984 y ocho meses después como sacerdote. Comenzó su ministerio ordenado, sirviendo con la Iglesia Anglicana en Paraguay, Bolivia y Argentina. Fue rector del St. Andrew's College, en Asunción, Paraguay, desde 1978 hasta 1989.
Fue ordenado episcopado en 1993 y regresó a América del Sur como obispo auxiliar de Perú y Bolivia, siendo consagrado primer obispo de Bolivia en 1995.
Venables fue elegido Arzobispo de América del Sur por primera vez en 2001, cargo que ocupó hasta 2010. Se convirtió en un líder importante del realineamiento anglicano durante su mandato. Fue nuevamente elegido en el sínodo provincial realizado en Santiago, Chile, del 7 al 10 de noviembre de 2016
Venables es miembro honorario de la Universidad Christ Church de Canterbury. También es Patrono de la Federación de Iglesias Anglicanas de las Américas .
Venables ha estado casado con Sylvia Margaret (nombre de soltera Sylvia Norton) desde 1970 y tienen un hijo, dos hijas y ocho nietos.